# Simon van Dorp
Simon Hendrik van Dorp (Ámsterdam, 10 de abril de 1997) es un deportista neerlandés que compite en remo.
Participó en dos Juegos Olímpicos de Verano, obteniendo una medalla de bronce en París 2024, en la prueba de scull individual, y el quinto lugar en Tokio 2020, en la prueba de ocho con timonel.
Ganó dos medallas de plata en el Campeonato Mundial de Remo, en los años 2019 y 2023, y cinco medallas en el Campeonato Europeo de Remo entre los años 2018 y 2025.

## Palmarés internacional
| Juegos Olímpicos   | Juegos Olímpicos      | Juegos Olímpicos  | Juegos Olímpicos |
| Año                | Lugar                 | Medalla           | Prueba           |
| ------------------ | --------------------- | ----------------- | ---------------- |
| 2024               | París (Francia)       | Medalla de bronce | Scull individual |
| Campeonato Mundial |                       |                   |                  |
| Año                | Lugar                 | Medalla           | Prueba           |
| 2019               | Ottensheim (Austria)  | Medalla de plata  | Ocho con timonel |
| 2023               | Belgrado (Serbia)     | Medalla de plata  | Scull individual |
| Campeonato Europeo |                       |                   |                  |
| Año                | Lugar                 | Medalla           | Prueba           |
| 2018               | Glasgow (Reino Unido) | Medalla de plata  | Ocho con timonel |
| 2020               | Poznań (Polonia)      | Medalla de bronce | Ocho con timonel |
| 2021               | Varese (Italia)       | Medalla de bronce | Ocho con timonel |
| 2023               | Bled (Eslovenia)      | Medalla de plata  | Cuatro scull     |
| 2025               | Plovdiv (Bulgaria)    | Medalla de plata  | Cuatro scull     |